# Турида (Удине)
Турида је насеље у Италији у округу Удине, региону Фурланија-Јулијска крајина.
Према процени из 2011. у насељу је живело 337 становника. Насеље се налази на надморској висини од 79 м.